# ヘレナ・タカロ
ヘレナ・タカロ（Anni Helena Takalo-Kivioja、1947年10月28日 - ）は、フィンランド、北ポフヤンマー県ニヴァラ（Nivala）出身の元クロスカントリースキー選手。1960年代末から1980年にかけて国際大会で活躍した。

## プロフィール
1968年グルノーブルオリンピックに初出場、5km22位の成績を残し以後計4回のオリンピックで金1、銀3、銅1の計5個のメダルを獲得した。
また、ノルディックスキー世界選手権では通算で金メダル2個、銅メダル3個を獲得している。
ホルメンコーレンスキー大会では1976年に5kmで優勝、これらの功績により1977年のホルメンコーレン・メダルを受章（同時受章はヒルッカ・リーヒブオリ、ヴァルター・シュタイナー）した。
彼女の功績を讃えて2006年、ピュハヤルヴィ（Pyhäjärvi）に高さ2.5mの銅像が建立された。
1975年と1976年にフィンランド最優秀女性スポーツ選手賞を受賞、1978年にはフィンランド最優秀スポーツ選手賞を受賞した。